# Ждановский, Николай Степанович
Николай Степанович Ждановский (31 декабря 1906 — 5 ноября 1981) — доктор технических наук, профессор, заслуженный деятель науки РСФСР.

## Биография
Родился в 1906 году в Вичуге Ивановской губернии.
В 1930 году окончил Ленинградский политехнический институт им. М. И. Калинина. В 1933 году окончил аспирантуру при кафедре автотракторных двигателей Ленинградского института механизации сельского хозяйства. С 1931 года ассистент той же кафедры, с 1935 года доцент. В 1940 году защитил кандидатскую диссертацию на тему «О способах экспериментального определения механических потерь автотракторных двигателей».
Когда началась Великая Отечественная война, был призван в Рабоче-Крестьянскую Красную Армию. Участвовал в боях по прорыву блокады Ленинграда, майор, зам. командира танкового полка. После демобилизации в 1946 году восстановился в должности доцента. С 1948 года заместитель директора по учебной и научной работе.
С 1950 по 1978 год заведующий кафедрой «Двигатели и теплотехника» ЛСХИ. В 1957 г. защитил докторскую диссертацию на тему «Научные основы безтормозных испытаний тракторных и автомобильных двигателей». В 1959 году утверждён в звании профессора.
В 1958 году стал соавтором первого учебника по механизации и электрификации для сельскохозяйственных вузов:
- Механизация и электрификация сельскохозяйственного производства [Текст] : [Для агр. и зоотехн. фак.] / К. Н. Капорулин, Н. С. Ждановский, С. А. Иофинов и др. — Москва ; Ленинград : Сельхозгиз, 1958. — 880 с., 3 л. ил. : ил.; 23 см. — (Учебники и учебные пособия для высших сельскохозяйственных учебных заведений).

С 1 сентября 1978 года профессор-консультант кафедры «Двигатели внутренного сгорания и теплотехника» ЛСХИ.
В 1968 году присвоено звание «Заслуженный деятель науки и техники СССР». Награждён 7 медалями ВДНХ, в том числе 2 золотыми.
Подготовил 52 кандидата и 7 докторов технических наук.

## Сочинения
- Характеристики эффективности и экономичности двигателей отечественных тракторов [Текст] / Д. Н. Дьяков и Н. С. Ждановский. — Москва : [Ленингр. отд-ние] и 1-я тип. Машгиза, 1949 (Ленинград). — 84 с. : граф.; 22 см.
- Сельские тепловые электростанции [Текст] / Н. С. Ждановский, И. М. Ковалев, В. П. Хащинский ; Под ред. проф. В. П. Хащинского. — Москва ; Ленинград : Сельхозгиз, 1953. — 127 с. : черт.; 20 см. — (В помощь сельским электрификаторам).
- Centrale termoelectrice rurale [Текст] : Trad. din limba rusă / N. S. Jdanovski, I. M. Kovalev, V. P. Hascinski. — [Bucureşti] : Ed. energetică de stat, 1955. — 118, 5 с. : ил.; 19 см. — (In ajutorul electrificatorilor rurali).
- Бестормозные испытания тракторных двигателей [Текст]. — Москва ; Ленинград : Машиностроение. [Ленингр. отд-ние], 1966. — 178 с. : ил.; 22 см.
- Диагностика дизелей автотракторного типа [Текст] / Н. С. Ждановский, Б. А. Улитовский, В. А. Аллилуев ; Под ред. проф. Н. С. Ждановского. — Ленинград : Колос. [Ленингр. отд-ние], 1970. — 191 с. : ил.; 20 см.
- Диагностика автотракторных двигателей с использованием электронных приборов [Текст] : (Метод. пособие для фак. повышения квалификации с.-х. вузов) / Н. С. Ждановский, В. А. Аллилуев, В. М. Михлин ; Под ред. д-ра техн. наук проф. Н. С. Ждановского ; Ленингр. с.-х. ин-т. — Ленинград ; Пушкин : [б. и.], 1973. — 127 с. : ил.; 21 см.
- Диагностика автотракторных двигателей [Текст] / [Н. С. Ждановский, В. А. Аллилуев, А. В. Николаенко, Б. А. Улитовский] ; Под ред. проф. Н. С. Ждановского. — 2-е изд., перераб. и доп. — Ленинград : Колос. Ленингр. отд-ние, 1977. — 264 с. : ил.; 20 см.
- Надежность и долговечность автотракторных двигателей [Текст] / Н. С. Ждановский, А. В. Николаенко. — Ленинград : Колос. Ленингр. отд-ние, 1974. — 223 с. : черт.; 20 см.
- Надежность и долговечность автотракторных двигателей / Н. С. Ждановский, А. В. Николаенко. — 2-е изд., перераб. и доп. — Л. : Колос : Ленингр. отд-ние, 1981. — 295 с. : ил.; 20 см.

## Награды
- Орден Красной Звезды;
- Орден Красного Знамени;
- Орден Отечественной войны I степени;
- Медаль  «За оборону Ленинграда»;
- Медаль «За победу над Германией»;
- Орден Трудового Красного Знамени (1966);
- Орден «Знак Почёта» (06.10.1951).